# Knud Sand
Knud Aage Buchtrup Sand (* 9. Februar 1887 in Randers; † 30. Januar 1968 in Gentofte) war ein dänischer forensischer Pathologe und Sexualbiologe.

## Leben und Wirken
Mit der Dissertation „Experimentelle Studien zu Geschlechtsmerkmalen bei Säugetieren“ (1918) zählte Knud Sand zu den Pionieren der Erforschung der Physiologie von Sexualhormonen.
Inspiriert von Eugen Steinach glaubte er einen kausalen Zusammenhang zwischen der Funktion der Keimdrüsen und der sexuellen Orientierung nachweisen zu können, was ihn dann zu mehreren gescheiterten Versuchen führte, homosexuelle Männer mit einer Hodentransplantation zu behandeln.
Von 1925 bis 1957 war Sand Professor für Gerichtsmedizin an der Universität Kopenhagen, von 1929 bis 1959 war er außerdem Vorsitzender des „Rates für Forensische Medizin“. Sand war einer der Hauptgründer des Sterilisationsgesetzes von 1929, die legale Kastration wurde zum beherrschenden Thema seiner Karriere.
Knud Sand wurde unter der Präsidentschaft des Schweizer Physiologen Emil Abderhalden im Jahr 1936 als Mitglied in die Deutsche Akademie der Naturforscher Leopoldina aufgenommen.

## Publikationen (Auswahl)
- Moderne experimentelle Sexualforschung besonders die letzten Arbeiten Steinachs („Verjüngung“). A. Marcus & E. Webers, 1920, 23 Seiten.
- Abhandlungen aus Handbuch der normalen und pathologischen Physiologie: Bd. 14. Julius Springer, 1926.
- Die Physiologie des Hodens. C. Kabitzsch, 1933, 256 Seiten.
- Die Kastration bei Wirbeltieren und die Frage von den Sexualhormonen. 1932, 28 Seiten.
- Die gesetzliche Kastration: 10jährige Erfahrungen mit gesetzlicher Kastration in Dänemark. 1940, 100 Seiten.